# Carlo Mazzone
Carlo Mazzone (Roma, 19 de março de 1937 – 19 de agosto de 2023) foi um futebolista e treinador de futebol italiano.

## Carreira
Como jogador, Mazzone era zagueiro, tendo atuado em quatro clubes: Roma, SPAL, Siena e Ascoli, onde encerrou a carreira em 1969 - um ano antes, iniciara a trajetória como treinador, acumulando as duas funções. Treinaria o Ascoli até 1975.
Logo após deixar os Bianconeri, foi contratado pela Fiorentina, pela qual comandou por dois anos e conquistou uma Copa Anglo-Italiana. Em 1979, aceitou treinar o modesto Catanzaro (recém-promovido à Série A), com o objetivo de evitar o rebaixamento da equipe, sendo bem-sucedido. Voltaria ao Ascoli em 1980 e manteve a equipe na primeira divisão italiana até 1984, quando assumiu o comando técnico do Bologna pela primeira vez - na época, o time jogava a Série B.
Depois de treinar Lecce e Pescara entre 1987 e 1990, Mazzone levou o Cagliari a uma surpreendente sexta posição, classificando o clube da Sardenha à Copa da UEFA (atual Liga Europa), em 1993, ano em que foi contratado pela Roma. Apesar dos resultados modestos que obteve em três temporadas, foi o responsável por lançar Francesco Totti ao elenco principal dos Giallorossi. Regressou ao Cagliari em 1996, permanecendo por uma temporada antes de comandar o Napoli em apenas quatro jogos, em 1997.
Treinaria novamente o Bologna durante uma temporada, levando a equipe à conquista da Copa Intertoto em 1998, além de fazer boas campanhas nas Copas da Itália e da UEFA, tendo como destaques Roberto Baggio e Giuseppe Signori. Entre 1999 e 2000, comandou o Perugia, sem muito alarde.
No Brescia, reencontrou Baggio, que havia recusado propostas de clubes da Espanha e da Inglaterra, pensando numa eventual convocação para a Copa de 2002. Além de evitar o rebaixamento da equipe, chegou à final da Copa Intertoto, mas o Brescia viria a ser derrotado pelo Paris Saint-Germain. Saiu dos Rondinelle em 2003, comandando o Bologna pela terceira (e última) vez na carreira, encerrada em 2006, depois de treinar o Livorno por quinze jogos. Com 1082 partidas no total, é o treinador com o maior número de partidas pela Série A (795)
Em 2019, foi introduzido ao Hall of Fame del calcio italiano na categoria dos treinadores. Morreu em 19 de agosto de 2023, aos 86 anos.

## Títulos
Ascoli
- Série C italiana: 1971-72
- Torneio de Capodanno: 1981

Fiorentina
- Copa Anglo-Italiana: 1975

Lecce
- Série B: 1987-88